# Mimbres, New Mexico
Mimbres, New Mexico (енгл. Mimbres) насељено је место без административног статуса у америчкој савезној држави Њу Мексико.

## Демографија
По попису из 2010. године број становника је 667.
| Група             | 2000.    | 2010.       |
| Белци             | 0 (0,0%) | 489 (73,3%) |
| Афроамериканци    | 0 (0,0%) | 6 (0,9%)    |
| Азијати           | 0 (0,0%) | 3 (0,4%)    |
| Хиспаноамериканци | 0 (0,0%) | 144 (21,6%) |
| Укупно            | 0        | 667         |